# Carl Gustaf Almquist
Carl Gustaf Almqvist, född 14 september 1768, död 19 oktober 1846 på Antuna herrgård i Uppland, var krigskommissarie i Sverige på 1700- och 1800-talet. Han var son till Erik Jonas Almquist. Han var genom sitt äktenskap med Birgitta Lovisa Gjörwell (1768-1806) far till den svenske författaren Carl Jonas Love Almqvist. Därefter gifte han om sig med Agnes Katarina Altén (1789-1837), med vilken han fick sönerna generaldirektören Gustaf Fridolf Almquist och landshövding Erik Viktor Almquist.